# Comunidad de Inteligencia de los Estados Unidos

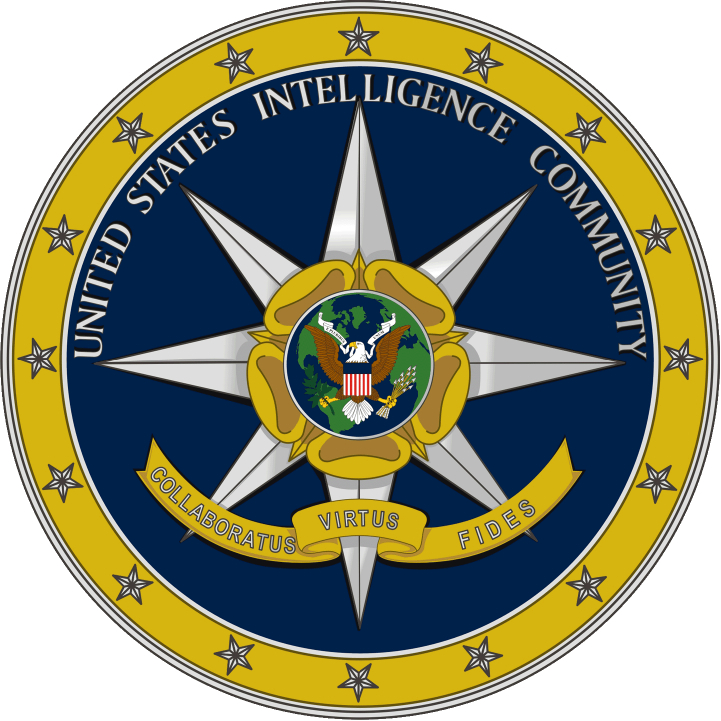
Emblema de la Comunidad de Inteligencia de los Estados Unidos.

La Comunidad de Inteligencia de los Estados Unidos (en inglés United States Intelligence Community, IC por sus siglas en dicho idioma) es una federación de dieciséis agencias individuales del Gobierno de Estados Unidos que trabajan   conjuntamente para llevar a cabo labores de inteligencia que se consideran necesarias para la realización y regulación de las relaciones exteriores y la seguridad nacional de los Estados Unidos. Las organizaciones miembro que forman parte de la Comunidad de Inteligencia incluyen a la inteligencia militar, agencias de inteligencia y a oficinas civiles de análisis-estadística e inteligencia estructuradas orgánicamente dentro de los departamentos ejecutivos federales. La Comunidad de Inteligencia está dirigido por el director de la Inteligencia Nacional que depende y responde directamente ante el presidente de los Estados Unidos.
Entre sus variadas responsabilidades, los miembros de la Comunidad de Inteligencia recopilan y realizan actividades de inteligencia nacional y en el exterior y contribuyen a la planificación de misiones militares y actividades de espionaje. La Comunidad de Inteligencia fue establecida mediante la Orden Ejecutiva 333, firmada el 4 de diciembre de 1981, por el presidente Ronald Reagan.

## Etimología
El término "Comunidad de Inteligencia" fue utilizado por primera vez durante el mandato del teniente general Walter Bedell Smith como director de Inteligencia (1950-1953).

## Objetivos
La Inteligencia es la información que las agencias recopilan, analizan y distribuyen en respuesta a las preguntas y requerimientos de los líderes y Jefes de Gobierno. La Inteligencia es un término amplio que implica:
Recopilación, análisis y elaboración de información sensible para apoyar a los dirigentes de seguridad nacional, que abarca desde políticos, comandantes militares y miembros del Congreso. Salvaguardar estos procesos y esta información a través de actividades de contrainteligencia. Ejecutar operaciones encubiertas aprobadas por el Presidente. La Comunidad de Inteligencia se esfuerza por garantizar y ofrecer valiosa información sobre cuestiones importantes mediante la recolección de materia prima en inteligencia, analizando los datos en su contexto y la generación de apoyos pertinentes y oportunos que respondan a las necesidades  en todos los niveles de seguridad nacional, desde los soldados en misión de combate hasta el Presidente en Washington.
La Orden Ejecutiva 12333 encomienda seis objetivos principales a la Comunidad de Inteligencia:
- Recopilación de información necesaria para el presidente, el Consejo de Seguridad Nacional, el secretario de Estado, el secretario de Defensa, y otros altos funcionarios de la rama ejecutiva para el desempeño de sus funciones y responsabilidades;
- Elaboración y difusión de información confidencial;
- Recolección de información relativa en la realización de operaciones para la protección contra actividades de inteligencia dirigidas contra los Estados Unidos, terroristas internacionales, y/o actividades de narcóticos y otras posibles actividades hostiles dirigidas contra los Estados Unidos por potencias extranjeras, organizaciones, personas y sus agentes;
- Actividades especiales (definidas como actividades llevadas a cabo para el apoyo de los objetivos de política exterior de los Estados Unidos en el extranjero que están planificados y ejecutados de manera que "el cometido del Gobierno de los Estados Unidos no es ostensible o reconocido públicamente", y los procedimientos de apoyo a tales actividades actividades, no son con la intención de influir en los procesos políticos de los Estados Unidos, la opinión pública, las políticas o los medios de comunicación, así como tampoco están incluidas las misiones diplomáticas o la recopilación y realización de inteligencia o funciones de apoyo conexas);
- Actividades administrativas y de apoyo dentro de los Estados Unidos y en el extranjero necesarias para la realización de operaciones autorizadas y
- Otras actividades de inteligencia le pudieran ser encomendadas ocasionalmente por el presidente de los Estados Unidos.

## Organización

### Miembros

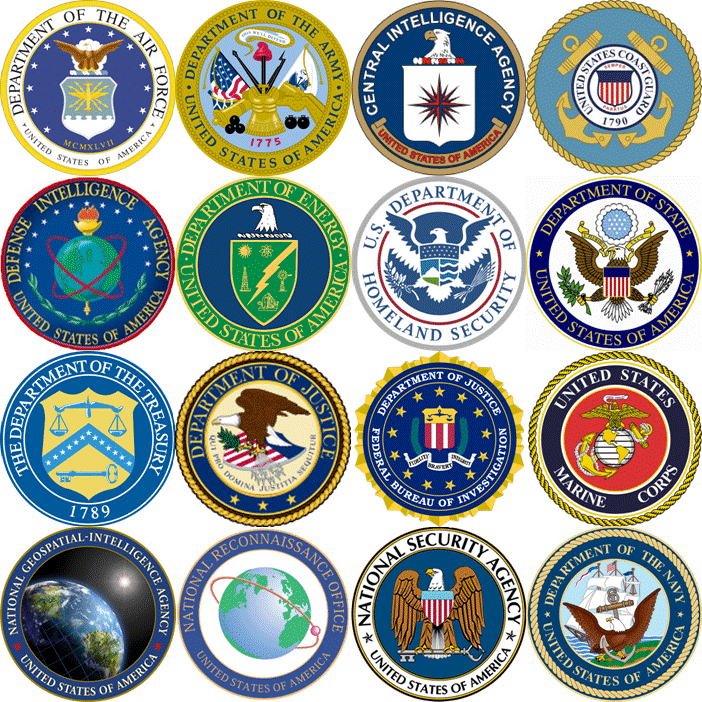
Emblemas oficiales de los miembros de la Comunidad de Inteligencia de los Estados Unidos.

La Comunidad de Inteligencia está conformada de 16 miembros (llamados también elementos), la mayoría de los cuales son agencias u oficinas integrados orgánicamente dentro de los departamentos ejecutivos federales. La Comunidad de Inteligencia está dirigida por el director de la Inteligencia Nacional, cuya oficina, la Oficina del Director de la Inteligencia Nacional no está incluida como miembro de la Comunidad de Inteligencia.
- Agencias independientes
  - Agencia Central de Inteligencia (CIA)
- Departamento de Defensa de los Estados Unidos
  - Agencia de Inteligencia de Defensa (DIA)
  - Agencia de Seguridad Nacional/Servicio Central de Seguridad (NSA/CSS)
  - Agencia Nacional de Inteligencia-Geoespacial (NGA)
  - Oficina Nacional de Reconocimiento (NRO)
  - Agencia de Reconocimiento, Vigilancia e Inteligencia de la Fuerza Aérea (AFISRA)
  - Comando de Inteligencia y Seguridad del Ejército (INSCOM)
  - Oficina de Actividades de Inteligencia del Cuerpo de Marines (MCIA)
  - Oficina de Inteligencia Naval/Armada de los Estados Unidos (ONI/US Navy)
  - Decimosexta Fuerza Aerea/Fuerza Aérea de los Estados Unidos (16 AF/USAF).
  - Cuerpo de Inteligencia Militar/Ejército de Estados Unidos (MIC/US Army).
  - Inteligencia del Cuerpo de Marines /Cuerpo de Marines de los Estados Unidos (MCI/USMC).
  - Centro Nacional de Inteligencia Espacial/Fuerza Espacial de los Estados Unidos (NSIC/USSF)
- Departamento de Energía de los Estados Unidos
  - Oficina de Inteligencia y Contrainteligencia (OICI)
- Departamento de Seguridad Nacional de los Estados Unidos
  - Oficina de Inteligencia y Análisis (I&A)
  - Inteligencia de la Guardia Costera (CGI)
- Departamento de Justicia de los Estados Unidos
  - Oficina Federal de Investigación, Brazo de Seguridad Nacional (FBI/NSB)
  - Administración para el Control de Drogas, Oficina de Inteligencia de Seguridad Nacional (DEA/ONSI)
- Departamento de Estado de los Estados Unidos
  - Oficina de Inteligencia e Investigación (INR)
- Departamento del Tesoro de los Estados Unidos
  - Oficina de Terrorismo e Inteligencia Financiera (TFI)

### Programas
La Comunidad de Inteligencia opera conforme a dos programas por separado:
- El Programa Nacional de Inteligencia (NIP) antiguamente conocido como el Programa Nacional de Inteligencia Extranjera, definida por el Acta de Seguridad Nacional de 1947 como "todos los programas, proyectos y actividades de la comunidad de inteligencia, así como cualquier otros programas de la comunidad de inteligencia designados conjuntamente por el Director de la Inteligencia Nacional (DNI), y el jefe de un departamento estadounidense, agencia o por el Presidente. Dicho término no abarca a los programas, proyectos o actividades de los departamentos militares para la obtención de inteligencia dirigidas exclusivamente para la planificación y ejecución de operaciones militares tácticas de las Fuerzas Armadas de los Estados Unidos. Con arreglo a la ley, el Director de la Inteligencia Nacional (DNI) es responsable de dirigir y supervisar el Programa Nacional de Inteligencia (NIP), a pesar de que su capacidad para tal realización es limitada (ver la sección de la estructura de la Organización y la sección de jefatura de mando).
- El Programa de Inteligencia Militar (MIP), hace referencia a los programas, proyectos o actividades de los departamentos militares dirigidas exclusivamente para la planificación y ejecución de operaciones militares tácticas de las Fuerzas Armadas de los Estados Unidos. El Programa de Inteligencia Militar (MIP) está dirigido y controlado por el Secretario de Defensa. En 2005 el Departamento de Defensa unificó el Programa Inteligencia Militar Conjunto y el Programa de Inteligencia Táctica y Actividades Conjuntas para formar el Programa de Inteligencia Militar (MIP).

Dado que las definiciones del Programa Nacional de Inteligencia (NIP) y el Programa de Inteligencia Militar (MIP) se superponen cuando lidian con asuntos dirigidos a la inteligencia militar y asignaciones de actividades de inteligencia del Departamento de Defensa, pueden surgir problemas.

### Estructura de la organización y jefatura de mando
La organización general de la Comunidad de Inteligencia se rige principalmente por el Acta de Seguridad Nacional de 1947 y la Orden Ejecutiva 12333. Las relaciones estatutarias de la organización fueron revisadas sustancialmente con las enmiendas del Acta de Reforma de Inteligencia y Prevención de Terrorismo de 2004 (IRTPA) para el Acta de Seguridad Nacional de 1947.
Aunque la Comunidad de Inteligencia se caracteriza como una federación de sus elementos miembros, su estructura general está mejor identificada como una confederación, debido a la falta de una estructura bien definida, jefatura de mando unificada y gobernanza. Antes de 2004, el Director de la Agencia Central de Inteligencia (DCI) fue el jefe de la Comunidad de Inteligencia, además de ser el director de la CIA. Una de las principales críticas de esta disposición fue que el Director de la Agencia Central de Inteligencia (DCI) tenía poca o ninguna autoridad real sobre los poderes presupuestarios de las otras agencias de la Comunidad de Inteligencia; y por lo tanto, tenía una influencia limitada sobre sus operaciones.
Tras la aprobación del Acta de Reforma de Inteligencia y Prevención de Terrorismo (IRTPA) el jefe-director de la Agencia Central de Inteligencia (DCI) es el Director de la Inteligencia Nacional (DNI). El Director de la Inteligencia Nacional (DNI) ejerce el liderazgo del Agencia Central de Inteligencia principalmente a través de las autoridades estatutarias bajo las cuales él o ella:
- controla el presupuesto del "Programa Nacional de Inteligencia";
- establece objetivos, prioridades y orientaciones para la Agencia Central de Inteligencia; y
- gestiona y dirige la tareas de: recolección, análisis, producción y difusión de inteligencia nacional a través de los miembros de la Comunidad de Inteligencia.

No obstante, el Director de la Inteligencia Nacional (DNI) no tiene autoridad para dirigir y controlar a cualquier elemento de la Comunidad de Inteligencia, excepto su propio personal - la Oficina del Director de la Inteligencia Nacional - el Director de la Inteligencia Nacional (DNI) tampoco tiene autoridad para contratar o despedir al personal de la Comunidad de Inteligencia, excepto los de su propio personal. Los elementos miembro del Poder Ejecutivo son dirigidos y controlados por sus respectivos jefes de departamento, todos los funcionarios y agentes del gabinete responden directamente ante el Presidente. Por ley, sólo el Director de la Agencia Central de Inteligencia (D/CIA) responde ante Director de la Inteligencia Nacional (DNI).

### Cooperación Interinstitucional
Anteriormente, la cooperación y el flujo de información entre los organismos miembros se vio obstaculizada por las políticas que buscaban limitar la puesta en común de información fuera de las preocupaciones de seguridad y privacidad. Los intentos de modernizar y facilitar la cooperación interinstitucional dentro del IC incluyen las dimensiones tecnológicas, estructurales, de procedimiento y culturales. Los ejemplos incluyen el wiki Intellipedia de información relacionada con la seguridad enciclopédica; la creación de la Oficina del Director de Inteligencia Nacional, el National Counterterrorism Center,el Gerente del Programa de Intercambio de Información para el Medio Ambiente, y de Información del Consejo de compartición; marcos jurídicos y normativos establecidos por la Ley de Reforma de Inteligencia y Prevención del Terrorismo de 2004, compartiendo información Órdenes Ejecutivas 13354 y la Orden Ejecutiva 13388, y la Estrategia Nacional de Inteligencia 2005.